# Isikava Dzsun
Isikava Dzsun (石川淳; Hepburn: Jun Ishikawa; Tokió, 1899. március 7. – Tokió, 1987. december 29.) japán író, műfordító, kritikus, irodalom- és kultúrtörténész.

## Élete
Bankárcsaládba született Tokió Aszakusza negyedében. Francia nyelvet és irodalmat tanult a tokiói Idegen Nyelvek Főiskoláján. 1922–23-ban a Japán Császári Haditengerészetnél szolgált, majd a Fukuokai Egyetemen tanított francia irodalmat, innen azonban a diákmozgalmakban való állítólagos részvétele miatt távoznia kellett, visszatért Tokióba, ahol bohém művészéletet élt. Dazai Oszamuval és másokkal a szabados életű, konvenciókat elvető, „dekadens” írócsoportba (Buraiha) sorolták. Korán tanítványául szegődött Abe Kóbó. Az 1920-as években kacérkodott a marxizmussal, főleg a honi militarista szellem eluralkodása miatt, de 1939-ben már sztálinizmus-ellenes művet írt. A második kínai–japán háború idején betiltották a Mandzsukuóban kegyetlenkedő japán katonákról szóló elbeszélését. 1964-ben Abe Kóbóval bejárta a Szovjetuniót és Nyugat-Európát. 1967-ben közös tiltakozást bocsátott ki Kavabata Jaszunarival, Misima Jukióval és Abe Kóbóval a kínai műtárgyak, művészeti emlékek elpusztítása ellen a kulturális forradalom alatt. Korának egyik legnépszerűbb és legmegbecsültebb írójaként, tüdőrákban halt meg 88 évesen.

## Művészete
1935-től kezdett skicceket, rövid történeteket írni a magányos nagyvárosi íróról, aki parnasszusi irodalom létrehozására törekszik. Első regényéért, a Fugen-ért („A bodhiszattva”, 1936) Akutagava-díjat kapott. Ekkoriban írt monográfiát Mori Ógairól, és Iszai álnéven verseket a 18. századi humoros költészet (kjóka) modorában. Szintén Iszai néven publikálta a művészetekről, irodalomról, különös történelmi figurákról szóló esszéit (Sokoku kidzsinden, 1955–57). Nem csak nagy stílusművész volt, hanem a regényelmélettel is behatóan foglalkozott, ami ritka a japán írók között, sőt a bundzsinga („írástudók festészete”) műfajt is sikerrel művelte. Mindezért Japán „utolsó belletristájának” szokás nevezni őt.

## Fontosabb művei
- Maruszu no uta („Mars dala”, 1938)
- Hakubjó („Egyszerű történet”, 1940)
- Jakeato no Ieszu („A porrá lett Jézus”, 1946)
- Edo bungaku soki („Az Edo-kor irodalmának rövid története”, 1980)
- Hebi no uta („Kígyódal”, 1980)

## Műfordításai
- Anatole France: A vörös liliom
- André Gide: L’Immoraliste; A Vatikán pincéi
- Molière: A mizantróp; Tartuffe
- Kodzsiki (modern japánra)